# Khatia Buniatishvili
Khatia Buniatishvili (em georgiano, ხატია ბუნიათიშვილი; Batumi, 21 de junho de 1987) é uma pianista de concerto georgiana estabelecida em Paris, e nacionalizada francesa em 2017.

## Biografia
Nascida em Batumi, Khatia Buniatishvili começou a estudar piano com sua mãe aos três anos de idade, assim como sua irmã Gvantsa. Khatia estreou em público aos seis anos de idade, junto com a Orquestra de Câmara de Tiblíssi. Desde os dez anos, Buniatishvili realiza concertos em países como Rússia, Ucrânia, Armênia, Israel e Estados Unidos. Graduou-se na Escola Central de Música de Tbilisi, e depois ingressou ao Conservatorio Estatal de Tiflis em 2004.
Buniatishvili, cujo piano é descrito como "símbolo da solidão musical", escolheu este instrumento em vez do violino, apesar de seu ouvido absoluto. Khatia e sua irmã aprenderam juntas a tocar piano, e praticavam duetos de piano em casa.
Buniatishvili se apresentou com a Orquestra de Paris, sob a direção de Paavo Järvi, a Filarmônica de Los Angeles, a Orquestra Sinfónica de Viena, a Orquestra Nacional da França, sob a direção de Daniele Gatti, e a Orquestra Filarmônica de Londres, entre outras. Também costuma interprer música de câmara, junto a músicos como Gidon Kremer e Renaud Capuçon.
Em 2010 recebeu o prêmio Borletti-Buitoni, e foi incluída na série da BBC intitulada Nova geração de artistas. A Vienna Musikverein e Konzerthaus a escolheram como Rising Star para a temporada 2011–12, e em 2012 foi agraciada como melhor nova artista do ano nos prêmios Echo Klassik.
Em 2010, Buniatishvili assinou um contrato com a gravadora Sony Classical. Seu álbum de estreia em 2011 marcou o 200º aniversário de Franz Liszt, e inclui seu Sonata em Si menor, Liebestraum No. 3, A Campanella, Rapsodia húngara No. 2 e o Vals Mephisto. A Classic FM, em resenha do álbum, disse que Buniatishvili "é uma artista jovem com forte temperamento e técnica que faz pensar na Martha Argerich jovem". A revista especializada em música Gramophone se mostrou menos impressionada, e o crítico Jed Distler disse que um Liebestraum No. 3 possui "textura e ritmo impreciso".
Sua estreia em estúdio foi seguida por um álbum dedicado a Chopin lançada em 2012, acompanhada da Orquestra de Paris, sob direção musical de Paavo Järvi. Sobre o álbum, o jornal The Guardian disse: "Esta é uma interpretação que vem diretamente do coração de uma das mais apaixonantes e tecnicamente dotadas jovens pianistas da atualidade". A Gramophone, por outro lado, criticou a gravação do Concerto para piano N.º 2 por sua "velocidade excessiva". Em 2014, Buniatishvili lançou seu terceiro álbum para a Sony Classical, intitulado Motherland. Diferentemente dos dois primeiros álbuns, Motherland é formado por uma variedade de peças musicais com significados mais pessoais para Buniatishvili, incluindo músicas de sua terra natal, Geórgia. O álbum está dedicado a sua mãe.

## Prêmios e reconhecimentos

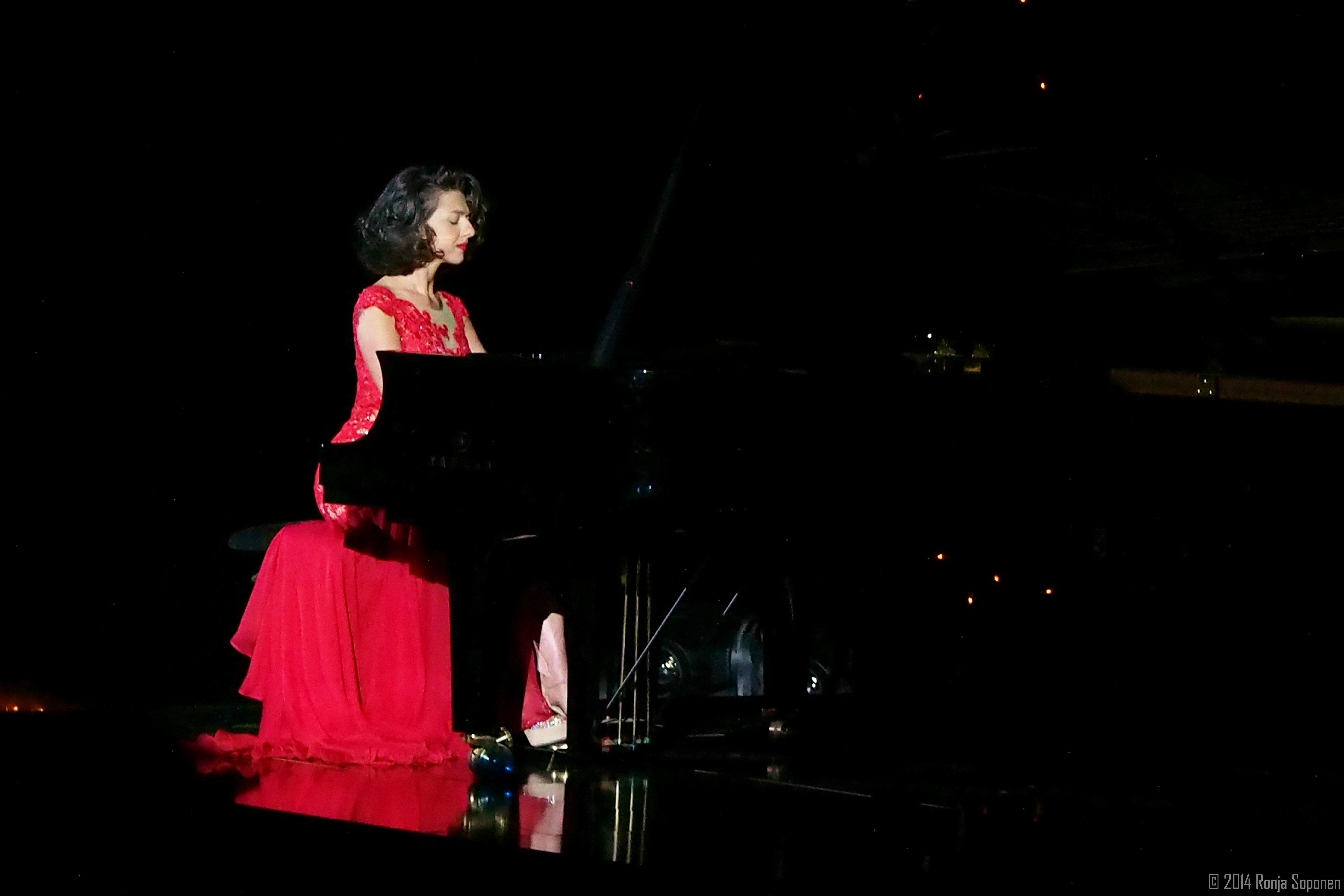
Buniatishvili interpretando no Art on Ice 2014, Estocolmo, Suécia.

Buniatishvili recebeu os seguintes prêmios e reconhecimentos:
- 12º Arthur Rubinstein International Piano Master Competition (2008): Ganhadora do Terceiro Prêmio junto com um Prêmio Especial por "Melhor Intérprete de uma peça de Chopin" e o Prêmio em Eilat "Favorito da audiência"[18]
- 3ª Concorrência Internacional de Piano Tbilisi (2005): Ganhadora do segundo prêmio junto com o Prêmio Especial or sua "habilidade artística" e o Prêmio Especial "Melhor Jovem pianista Georgiano"[19]
- Prêmio Borletti-Buitoni Trust em 2010[20]

## Discografia
- 2011 – Franz Liszt, obra para piano de Liszt (Sony Classical)[21]
- 2012 – Chopin[22] com a Orquestra de Paris dirigida por Paavo Järvi (Sony Classical)
- 2014 – Motherland, obras para piano solo (Sony Classical)[23]
- 2016 – Kaleidoscope - Pictures at an Exhibition, obras para piano de Mussorgsky, Stravinsky e Ravel (Sony Classical)[24]
- 2017 – Rachmaninoff - Piano Concertos N° 2 & 3 (Sony Classical)
- 2019 – Schubert (Sony Classical)
- 2020 – Labyrinth (Sony Classical), dedicado à música de Ennio Morricone[25]
- 2024 – Mozart Piano Concertos Nos. 20 & 23, com a Academy of Saint Martin in the Fields (Sony Classical)

Participação em outras gravações
- 2010 - Hymns and Prayers, álbum de Stevan Kovacs Tickmayer, música de César Franck e Giya Kancheli (ECM)
- 2011 - Peter I. Tchaikovsky / Victor Kissine, Piano Trios, com Gidon Kremer e Giedre Dirvanauskaite (ECM)
- 2014 - Renaud Capuçon & Khatia Buniatishvili: Franck, Grieg, Dvorak Violin Sonatas (ECM)